# Карайкозовка
Карайкозовка (укр. Карайкозівка), село, Качаловский сельский совет, Краснокутский район, Харьковская область.
Код КОАТУУ — 6323581704. Население по переписи 2001 года составляет 35 (14/21 м/ж) человек.

## Географическое положение
Село Карайкозовка находится левом берегу реки Мерла, выше по течению примыкают сёла Павлюковка и Качаловка, ниже по течению на расстоянии в 1 км расположен посёлок Михайловское, на противоположном берегу — город Краснокутск. Село окружено большим лесным массивом.

## История
- 1792 год — дата основания.

## Достопримечательности
- Братская могила советских воинов и партизан. Похоронено 68 воинов.